# Willie and the Hand Jive
Singles de Johnny Otis
Bye Bye Baby Crazy Country Hop
(1958)
Singles de Eric Clapton
I Shot the Sheriff
(1974) Swing Low, Sweet Chariot
(1975)
Willie and the Hand Jive est une chanson écrite par Johnny Otis et publiée initialement en tant que single en 1958 par Otis. Elle atteint la neuvième place du Billboard Hot 100 et la cinquième du Hot R&B,. Elle a ensuite été reprise par de nombreux artistes notamment The Strangeloves (en), Eric Clapton, Cliff Richard, Kim Carnes, George Thorogood et le Grateful Dead,. La version de 1974 par Clapton atteint la vingt-sixième place du Billboard Hot 100 et celle de Thorogood en 1985, la vingt-cinquième place du Billboard Rock Tracks.

## Musique
La chanson utilise un Bo Diddley beat et est partiellement inspirée d'un chain gang entendu par Johnny Otis alors qu'il était en tournée.

## Paroles
Le texte de la chanson parle d'un homme devenu célèbre pour une danse réalisée avec ses mains mais la chanson a été accusée de glorifier la masturbation malgré les dénégations de Johnny Otis.